# Bactrocera trilineata
Bactrocera trilineata är en tvåvingeart som först beskrevs av Hardy 1955.  Bactrocera trilineata ingår i släktet Bactrocera och familjen borrflugor. Inga underarter finns listade.